# Bibliothèque municipale de Novi Sad
La bibliothèque municipale de Novi Sad (en serbe cyrillique : Градска библиотека у Новом Саду ; en serbe latin : Gradska biblioteka u Novom Sadu) est une bibliothèque publique située à Novi Sad, la capitale de la province autonome de Voïvodine, en Serbie. Elle a été créée le 23 septembre 1845 sous le nom de « Salle de lecture serbe de Novi Sad » et est actuellement dirigée par Dragan Kojić. En raison de sa valeur patrimoniale, le bâtiment dans lequel est installée la bibliothèque centrale est inscrit sur la liste des monuments culturels protégés de la république de Serbie (identifiant n° SK 1520).

## Historique
L'actuelle bibliothèque municipale de Novi Sad s'inscrit dans la continuité de la « Salle de lecture serbe de Novi Sad », créée le 23 septembre 1845 ; son premier président était alors Jovan Rajić, un avocat de la ville. Le premier règlement régissant son fonctionnement date de décembre 1860. En 1861, Svetozar Miletić (1826-1901), alors secrétaire de Jovan Jovanović Zmaj et futur maire de Novi Sad, est placé à la tête de l'institution. C'est sous la direction de Miletić que la Salle de lecture fonde le Théâtre national serbe (en serbe : Srpsko narodno pozorište), le premier théâtre professionnel du peuple serbe,. La Salle a également servi de mécène à l'Union des jeunesses serbes (Ujedinjene omladine srpske), à la Société des chanteurs serbes et à beaucoup d'autres associations et institutions de ce genre.
La Salle de lecture serbe a constitué une entité indépendante jusqu'en 1958 ; fusionnant alors avec la Bibliothèque Đuro Daničić, les bibliothèques de secteur de la ville et le département de prêt de la Bibliothèque de la Matica srpska, elle est devenue la Bibliothèque municipale de Novi Sad, telle qu'elle se présente dans sa configuration actuelle.

## Architecture

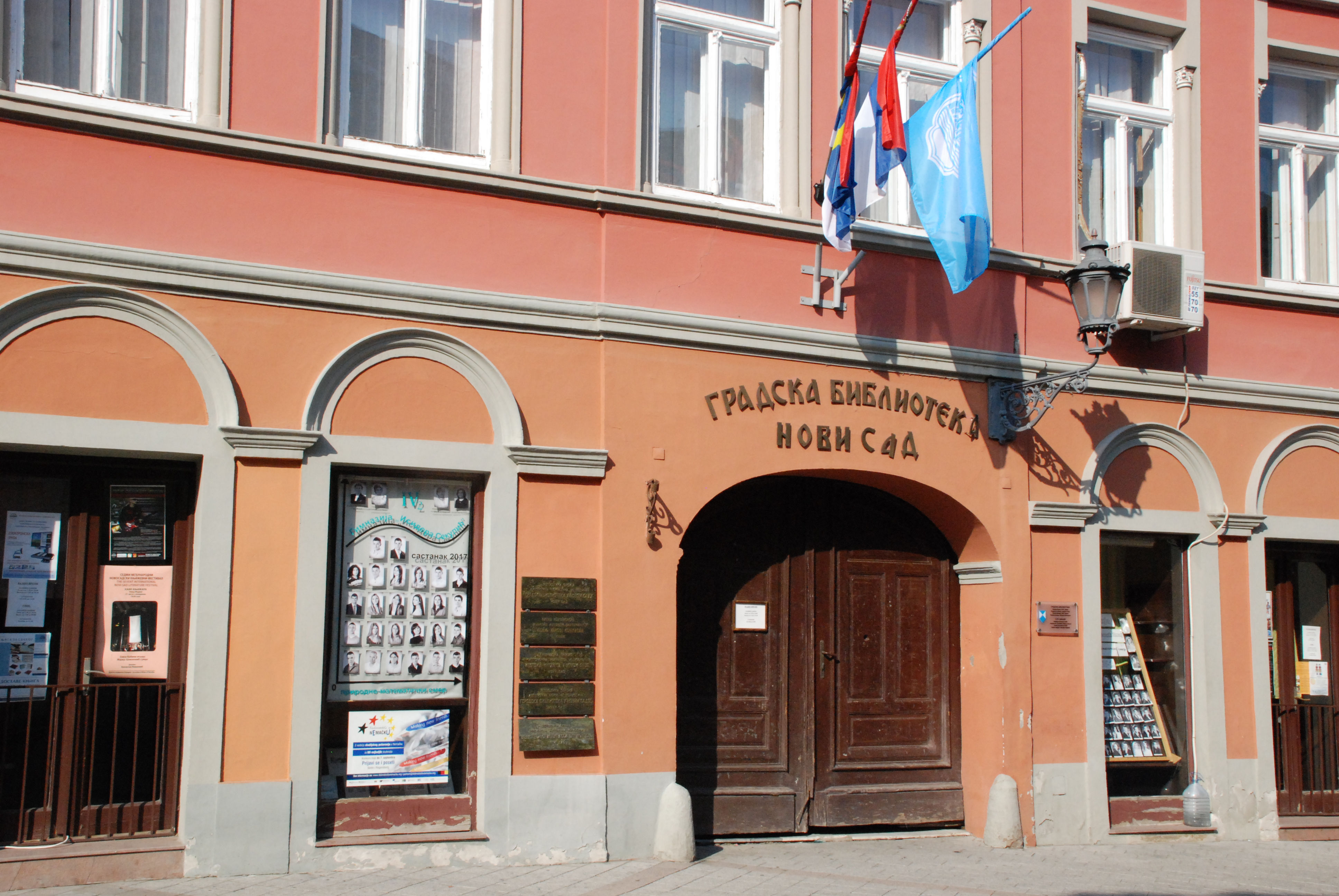
Détail de l'entrée

Le bâtiment de la bibliothèque a été construit dans la seconde moitié du XVIIIe siècle. Endommagé par les bombardements venant de la forteresse de Petrovaradin lors de la révolution hongroise de 1848-1849, il a par la suite été restauré. En 1870, Jovan Subotić, qui était président de la Matica srpska, l'institution culturelle serbe la plus importance d'Autriche-Hongrie, y a installé son imprimerie. En 1876, la maison a été rachetée par l'éditeur et libraire Arsa Pajević (1840-1905) à la fois pour lui servir de maison familiale et de lieu de travail ; à partir de 1885, la « maison Pajević » (en serbe : Pajevićeva kuća) a abrité une salle de lecture ; Arsa Pajević et sa femme Anka ont ensuite fait don de la maison au Grand lycée serbe de Novi Sad. Depuis 1958, le bâtiment accueille l'organe central de la bibliothèque municipale, qui s'inscrit dans la continuité de cette salle de lecture. La maison a été restaurée en 1969-1970 et sa façade a retrouvé son aspect d'antan,.

## Organisation
En 2015, Dragan Kojić est le directeur de la bibliothèque.
La bibliothèque gère un réseau de 26 établissements, dans la ville de Novi Sad et dans sa banlieue,.
| N° | Nom                                   | Localité (éventuellement quartier)                 | Fonds (livres)                                                                     |
| -- | ------------------------------------- | -------------------------------------------------- | ---------------------------------------------------------------------------------- |
| 1  | Đuro Daničić                          | Novi Sad - 1 rue Dunavska                          | 65 700 (langues : serbe, anglais, allemand, français, russe, hongrois et slovaque) |
| 2  | Stevan Sremac                         | Novi Sad - 19 rue Narodnih heroja                  | 29 500                                                                             |
| 3  | Sándor Petőfi                         | Novi Sad, Telep - 16 rue Jožef Atile               | 25 200 (serbe et hongrois) 3 400 pour les enfants                                  |
| 4  | Toša Trifunov                         | Begeč - 1 rue Kralja Petra I                       | 10 900 1 900 pour les enfants                                                      |
| 5  | Kosta Trifković                       | Novi Sad, Detelinara - 2 rue Braće Mogin           | 21 600 4 800 pour les enfants                                                      |
| 6  | Jovan Jovanović Zmaj                  | Sremska Kamenica - 1 rue Kralja Petra I            | 11 500 3 000 pour les enfants                                                      |
| 7  | Bibliothèque pour les enfants         | Novi Sad - 1 rue Dunavska                          | 32 100 (serbe et hongrois)                                                         |
| 8  | Petar Kočić                           | Veternik - 1 rue Ive Lole Ribara                   | 11 600 1 900 pour les enfants                                                      |
| 9  | Milica Stojadinović Srpkinja          | Bukovac - 17 rue Vidovdanska                       | 11 000 3 000 pour les enfants                                                      |
| 10 | Đorđe Arackić                         | Ledinci - 17 rue Zmaj Jovina                       | 9 000 2 007 pour les enfants                                                       |
| 11 | Mihal Babinka                         | Kisač - 49 rue Slovačka                            | 15 500 (serbe et slovaque) 3 500 pour les enfants                                  |
| 12 | Endre Ady                             | Budisava - 137 rue Vojvođanska                     | 12 800 (serbe et hongrois) 650 pour les enfants                                    |
| 13 | Nikola Tesla                          | Stepanovićevo - 9 rue Vojvode Putnika              | 10 600 3 900 pour les enfants                                                      |
| 14 | Jovan Jovanović Zmaj                  | Futog - 22 rue Cara Lazara                         | 20 000 6 900 pour les enfants                                                      |
| 15 | Đura Jakšić                           | Kać - 6 rue Vojina Paleksića                       | 13 100 4 100 pour les enfants                                                      |
| 16 | Veljko Petrović                       | Novi Sad, Slana bara - 17 rue Zadružna             | 15 500 3 800 pour les enfants                                                      |
| 17 | Laza Kostić                           | Kovilj - 1 Trg oslobođenja                         | 13 700 4 700 pour les enfants                                                      |
| 18 | Anica Savić-Rebac                     | Novi Sad - 2 Trg Republike                         | 10 900                                                                             |
| 19 | Vladimir Nazor                        | Petrovaradin - 1 rue Koste Nađa                    | 18 000 4 100 pour les enfants                                                      |
| 20 | Centre d'information et de références | Novi Sad - 1 rue Dunavska                          | 14 900                                                                             |
| 21 | Branko Radičević                      | Sremski Karlovci - 1 rue Preradovićeva             | 24 700 5 500 pour les enfants                                                      |
| 22 | Žarko Zrenjanin                       | Novi Sad, Novo naselje - 12 rue D. Danilovića      | 26 000 (avec une collection de livres en roumain) 5 250 pour les enfants           |
| 23 | Danilo Kiš                            | Novi Sad, Liman - 47 rue Narodnog fronta           | 31 900 6 100 pour les enfants                                                      |
| 24 | Ivo Andrić                            | Rumenka - 24 rue Arsenija Čarnojevića              | 14 200 3 200 pour les enfants                                                      |
| 25 | Collection d'histoire locale          | Novi Sad - 27 rue Cara Dušana et 2 rue Gimnazijska | 21 800                                                                             |
| 26 | Trifun Dimić                          | Novi Sad, Šangaj - 15 Ulica Prva                   | 6 300                                                                              |

## Fonds
La bibliothèque dispose d'un fonds de plus de 500 000 livres, ce qui en fait l'une des plus grandes bibliothèques publiques du pays.
La bibliothèque centrale propose au prêt environ 65 000 ouvrages de littérature ou de vulgarisation scientifique, en serbe et dans des langues étrangères. Le département des enfants propose près de 32 000 livres et livres d'images, ainsi que des ateliers de lecture.